# Mistrz Widoku Kolegiaty św. Guduli
Mistrz Widoku Kolegiaty św. Guduli, Mistrz Legendy św. Guduli – flamandzki malarz czynny w Brukseli w latach 1470-1490 lub 1513.

## Życie i działalność artystyczna
Na obrazie powstałym w 1480 roku, Kazania św. Geriusza anonimowy artysta ukazał w tle budującą się w Brukseli, katedrę Sainte Gudule. Od tego widoku otrzymał swój przydomek: Mistrz Widoku Kolegiaty św. Guduli. Nadał mu go niemiecki historyk sztuki Max Jakob Friedländer, w 1923 roku.
Mistrz wielokrotnie ukazywał sceny czy postacie na tle rozbudowanej scenerii architektonicznej, przekształconej scenerii gotyku brabanckiego i autentycznych budowli Brukseli. Jego prace inspirowane były stylem i kompozycjami prymitywistów niderlandzkich Jana van Eycka i Rogiera van der Weydena. Ilustrowały stopniowe przejście malarstwa Niderlandzkiego od gotyku do renesansu; postacie przedstawiał zgodnie z ikonografią gotycką, jednakże otoczenie, elementy architektoniczne odwzorowywał z dużą dokładnością. Prowadził duży warsztat, z którego wyszło kilka tablic: Święta Katarzyna wśród filozofów (Dijon, Musee des Beaux-Arts), Dysputa św. Katarzyny (Oberlin Colege), Rodzina św. Anny (Paryż), Ofiarowanie Marii w świątyni (Bruksela).

## Przypisywane prace i opis

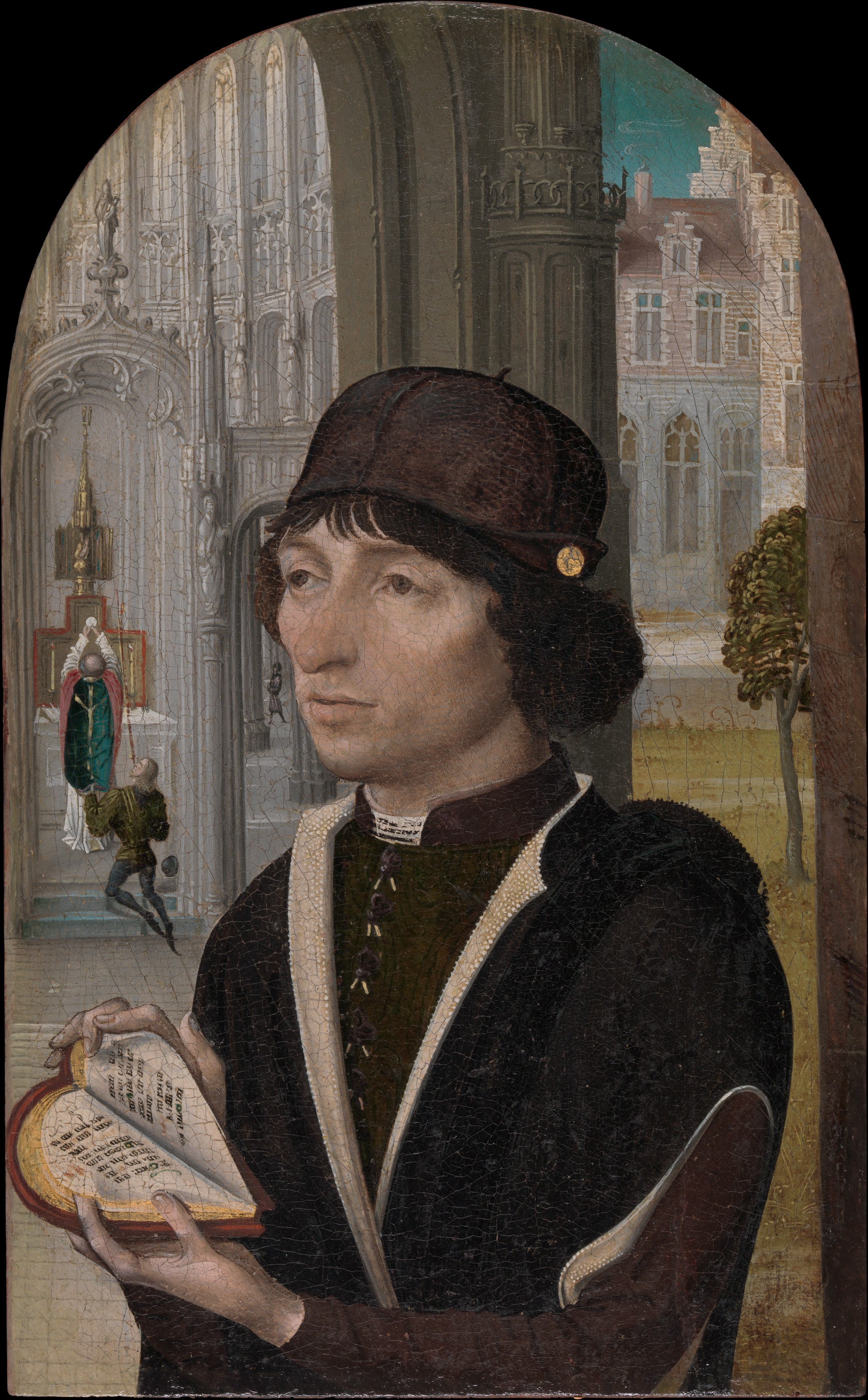
Młody mężczyzna trzymający książkę
1480
National Gallery w Londynie